# Mamlūk Studies Review
Mamlūk Studies Review ist eine Fachzeitschrift der Orientalistik, speziell zur Geschichte des Mamlukensultanats von Ägypten und Syrien (648–922/1250–1517). Sie wird seit 1997 vom Middle East Documentation Center (MEDOC) der Universität Chicago herausgegeben und erscheint halbjährlich. Inhalt sind Fachartikel verschiedener Disziplinen wie Arabistik, Islamwissenschaft, Kunstgeschichte und Archäologie sowie Rezensionen aktueller Literatur zum Thema.

## Artikel
(Auswahl aus Bd. 12.2 (2008))
- Thomas Bauer: Ibn Nubatah al-Misri (686–768/1287–1366): Life and Works. Part II: The Diwan of Ibn Nubatah.
- Conermann, Stephan: Tankiz ibn 'Abd Allah al-Husami al-Nasiri (d. 740/1340) as Seen by His Contemporary al-Safadi (d. 764/1363).
- Franz, Kurt: The Ayyubid and Mamluk Revaluation of the Hinterland and Western Historical Cartography.
- Fuess, Albrecht: Sultans with Horns: The Political Significance of Headgear in the Mamluk Empire.
- Konrad Hirschler. The Formation of the Civilian Elite in the Syrian Province: The Case of Ayyubid and Early Mamluk Hamah.
- Kuhn, Miriam: The 'Attar Mosque in Tripoli.
- Rapoport, Yossef: Women and Gender in Mamluk Society. An Overview.
- Speiser, Philipp: The Sultan al-Nasir Muhammad Madrasah in Cairo. Restoration and Archaeological Investigation.
- Vesely, Rudolf: When Is It Possible to Call Something Beautiful? Some Observations about Aesthetics in Islamic Literature and Art.